# Aniwa (Vanuatu)
Aniwa is een klein eilandje in het uiterste zuidoosten van de provincie Tafea van de eilandenrepubliek Vanuatu.
Het eiland ligt 24 km ten noordoosten van Tanna; het is een opgeheven atol. Ten noordwesten ligt een lagune die in open verbinding met zee staat.

## Bevolking
Net als het nabij gelegeneilandje Futuna is de bevolking hier van Polynesisch (en niet Melanesisch zoals de rest van Vanuatu) van opsprong; zij komen van Samoa. De taal die ze spreken is een Polynesisch dialect. Er wonen ongeveer 350 mensen in vijf verschillende dorpen.

## Vervoer
Er ligt een voor motorvoertuigen toegankelijke weg die alle dorpen met elkaar verbindt. Vervoer gaat verder per boot, meestal door bewoners bediende bootjes met buitenboordmotor. Er is een maandelijkse veerdienst tussen de eilanden en het eiland heeft een vliegveld van waar tweemaal per week een verbinding met de hoofdstad Port Vila wordt onderhouden.